# Emile von Brucken Fock

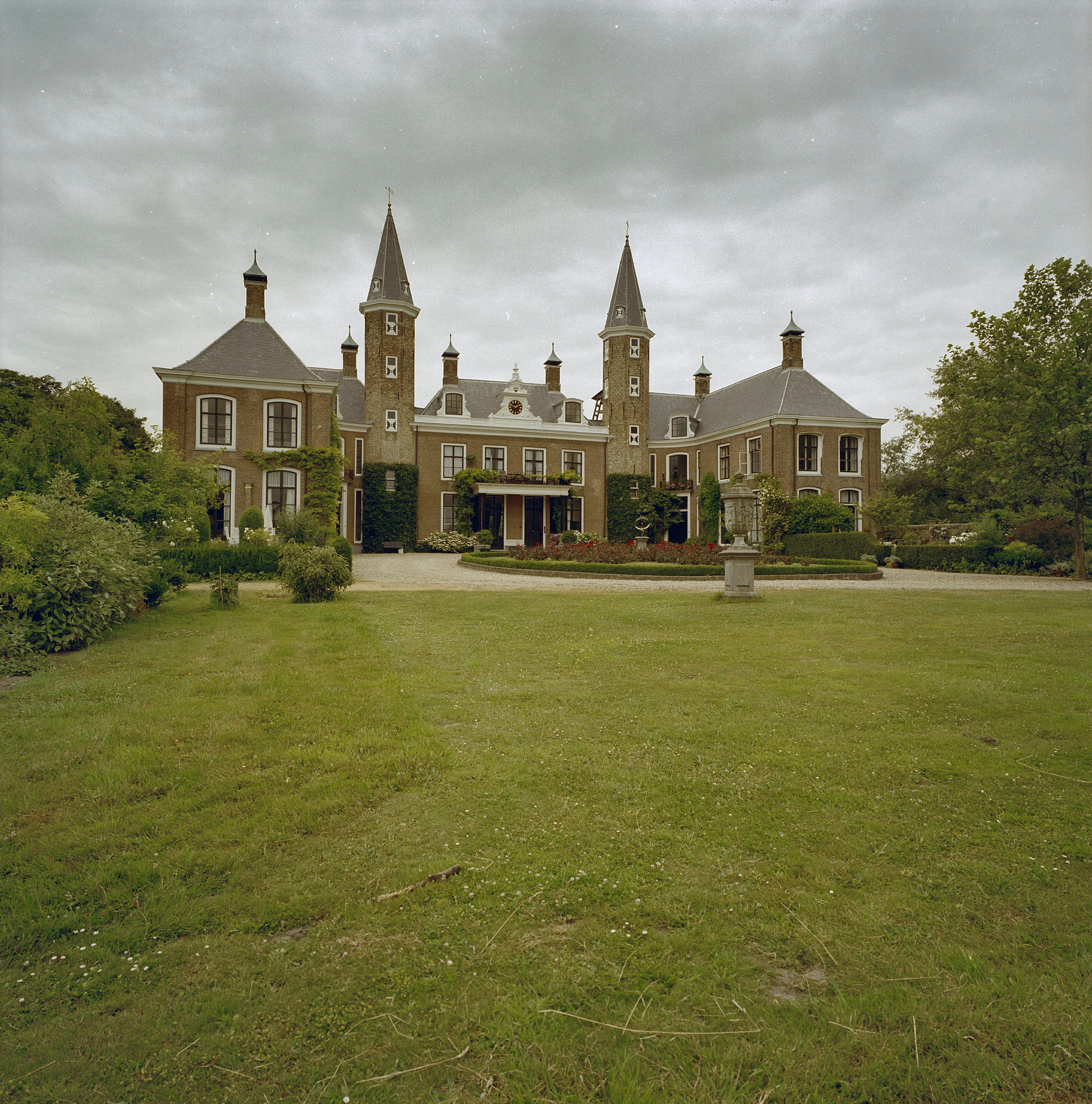
Slot Ter Hooge

Emile von Brucken Fock (Koudekerke, 19 oktober 1857 – Aerdenhout, 6 april 1944) was een Nederlands componist en luitenant-kolonel.
Hij werd geboren als Abraham Emilius Fock, zoon van grondeigenaar Henri Dignus Fock en Johanna Caland, dochter van hoofdingenieur Rijkswaterstaat van Zeeland Abraham Caland en zus van Pieter Caland. Het gezin woonde in Slot Ter Hooge in Koudekerke. De familie liet in december 1864 de familienaam uitbreiden tot von Brucken Fock. Zijn jongere broer Gerard werd eveneens componist. Hijzelf huwde Samuela Adriana Cornelia Pické. Hij werd begraven op de Algemene Begraafplaats in Heemstede.
Hij kreeg vanaf zijn zevende pianolessen van organist van de Nieuwe Kerk te Middelburg Simon Verwijs. Tevens kreeg hij les op de cello van Abraham de Jong uit Middelburg, concertmeester van "Uit Kunstliefde". Naast pianolessen ontving hij ook lessen op de viool en in muziektheorie. Een geregelde beroepsopleiding aan een van de conservatoria bleef uit; Von Brucken Fock leidde zichzelf op aan de hand van de Lehre der Harmonie van Friedrich Richter en het Lexicon der Toonkunst van Henri Viotta. In 1875, toen hij studeerde aan de Koninklijke Militaire Academie in Breda, nam hij de leiding op zich van het muziekgezelschap "Sempre Crescendo". Toen ook begon hij met het componeren en arrangeren. Ondertussen kreeg hij promotie op promotie en musiceerde er zelf op los in de omgeving van Breda, zowel op cello als op piano. In 1877 kwam van zijn hand een Feestmars ter ere van musicus H. Umland, een jaar daarop schreef hij een Feestcantate ter gelegenheid van het vijftigjarig bestaan van de KMA. Vlak daarna werd hij overgeplaatst naar Utrecht en schreef daar een muzikale kroniek voor het Utrechts Dagblad. Ook in Den Helder (1884-1886) bleef hij componeren. Van 1886 tot 1891 was hij weer in Breda gelegerd, waarna hij kapitein van de Genietroepen in Utrecht werd. Hij schreef toen onder meer een Koninginnemars voor het Utrechts Stedelijk Orkest van Wouter Hutschenruyter. Rond die tijd schreef hij zijn magnum opus, het muziekdrama Seleneia, op basis van een libretto van Max Constant,  in de stijl van Richard Wagner. Het werd uitgevoerd door de Nederlandse Opera van Cornelis van der Linden, in het Concertgebouw in Amsterdam en Musis Sacrum in Arnhem. In 2015 vond een uitvoering van het werk plaats, ter nagedachtenis aan het muziekdrama.
In 1904 volgde nog Elainens Tod, op tekst van Alfred Tennyson. Rond 1910 had hij de rang van luitenant-kolonel der genietroepen, gelegen in Den Haag, behaald. Na 1917 kwam er nauwelijks meer iets belangrijks van zijn hand; hij was met pensioen.
Een aantal van zijn stukken vonden een gewillig oor bij zangeres Marie Berdenis van Berlekom. Zijn muziekuitgeverij Noske (Middelburg) was zich bewust van de Wagnerachtige invloeden in zijn werk, maar maakte geen bezwaar. 
Het Concertgebouworkest speelde vier werken van hem:
- Seleneia, onder leiding van de componist met als solisten Jos Tijssen, Anna Tijssen-Bremerkamp en Cornelie van Zanten, 25 april 1898
- Seleneia, onder leiding van de componist met als solisten Clémence Dircks-van de Weghe, Jos Orelio en Anna Maria Tijssen-Bremerkamp, 26 juni 1900
- Koninginnemars, onder leiding van Willem Mengelberg met soliste Anna Maria Domela-Nieuwenhuis, 10 januari 1902
- Elainens Tod, onder leiding van Willem Mengelberg met soliste Maria Olszewska, 3, 18 en 19 december 1922
- Preghiera voor orgel en orkest onder leiding van Willem Mengelberg, 18 en 23 maart 1926.

Een aantal andere werken zijn:
- Acht Gesänge mit Klavierbegleitung

nrs. 1-4, Für eine höhere Stimme: Friede - Tod - Zuflucht - Letzte Bitte
nrs. 5-8, Für eine mittlere oder tiefere Stimme: Herbst - Die Tropfen
- Vier Lieder für eine tiefe Stimme
- Vier Lieder für eine hohe Stimme
- Lieder für eine Altstimme
- Symfonie in Bes (uitgevoerd in Utrecht)
- Längst verwelckte Blumen blicken, für eine Altstimme mit Klavier
- Zwei Lieder für eine mittlere Singstimme

1. Rückblick - 2. Resignation
- International Standard Name Identifier: 0000 0003 9743 3891
- Nederlandse Thesaurus van Auteursnamen: 102994897
- Virtual International Authority File: 20102951
- WorldCat: E39PBJkhP3DMkpdC3CDDyQBdcP